# Ignapol (rejon dokszycki)
Ignapol – dawny folwark. Tereny, na których leżał, znajdują się obecnie na Białorusi, w obwodzie witebskim, w rejonie dokszyckim, w sielsowiecie Dokszyce.

## Historia
W czasach zaborów w guberni wileńskiej Imperium Rosyjskiego.
W dwudziestoleciu międzywojennym folwark leżał w Polsce, w województwie wileńskim, w powiecie duniłowickim, od 1926 w powiecie dziśnieńskim, w gminie Parafianów.
Według Powszechnego Spisu Ludności z 1921 roku zamieszkiwały tu 33 osoby, 18 było wyznania rzymskokatolickiego a 15 prawosławnego. Jednocześnie 32 mieszkańców zadeklarowało polską a 1 białoruską przynależność narodową. Było tu 5 budynków mieszkalnych. W 1931 w 3 domach zamieszkiwało 9 osób.
Wierni należeli do parafii rzymskokatolickiej w Parafianowie i prawosławnej w Dokszycach. Miejscowość podlegała pod Sąd Grodzki w Dokszycach i Okręgowy w Wilnie; właściwy urząd pocztowy mieścił się w Parafianowie.